# Liste der Baudenkmäler in Haarbach
Auf dieser Seite sind die Baudenkmäler in der niederbayerischen Gemeinde Haarbach zusammengestellt. Diese Tabelle ist eine Teilliste der Liste der Baudenkmäler in Bayern. Grundlage ist die Bayerische Denkmalliste, die auf Basis des Bayerischen Denkmalschutzgesetzes vom 1. Oktober 1973 erstmals erstellt wurde und seither durch das Bayerische Landesamt für Denkmalpflege geführt wird. Die folgenden Angaben ersetzen nicht die rechtsverbindliche Auskunft der Denkmalschutzbehörde.

## Ensembles

### Ensemble Ortskern Bergham
Zum Ensemble gehören die kleinen, einer Gasse dicht zugeordneten Bauernanwesen und die kleine romanische Kirche von Bergham. Der Ort liegt im niederbayerischen Hügelland, am Hang westlich über dem Haarbachtal, und gehörte zur Hofmark Rotenbergham, deren Burg auf der Höhe östlich über der Kirche 1648 von den Schweden zerstört wurde.
Das Ensemble umfasst die Mitte des Kirchortes, zu dem auch noch einige Einzelhöfe gehören. Die Anwesen zu beiden Seiten der Gasse sind Dreiseit- oder Einfirst- oder unregelmäßige Hofanlagen von sehr malerischer Erscheinung, die von kleinen Hausgärten umgeben sind. Die Wohnbauten sind meist Blockhäuser des 18. und früheren 19. Jahrhunderts, die mit ihren Flachsatteldächern trauf- oder giebelständig zur Gasse stehen. Besonderheiten zeigen vor allem Nr. 66 (alte Nr.), wo die Gasse mitten durch den Hof führt, Nr. 8 mit seiner in den Hauskörper eingezogenen Tenneneinfahrt und Nr. 7 mit der Menge der erhaltenen Details. Ein schmaler Durchgang leitet zu der altertümlichen kleinen Dorfkirche hinauf, die das Ensemble beherrscht.
Die Neubauten am Süd- und Nordrand des Ensembles sind an die historische Bebauung leider wenig angeglichen worden.
Aktennummer: E-2-75-125-1

### Ensemble Weiler Schnellertsham
Das Ensemble umfasst die sieben in großer Ursprünglichkeit erhaltenen Bauernhöfe des in einem kleinen Bachtal im niederbayerischen Hügelland gelegenen Weilers Schnellertsham. Die Höfe, fünf Vierseitanlagen, die restlichen Dreiseithöfe, reihen sich entlang einer nord-südlich gerichteten Straße in zwei Gruppen. Wohn- und Wirtschaftsgebäude, die sich – nach der historischen Bauweise der Gegend – nur dem umbauten Hofraum zuwenden, sind überwiegend Blockbauten des 18. und frühen 19. Jahrhunderts. Die Anwesen sind von Obstgärten umgeben, einzelne Neubauten sind zwar in Massivbauweise errichtet, gleichen sich dem eindrucksvollen historischen Bestand aber leidlich an.
Aktennummer: E-2-75-125-2

## Baudenkmäler nach Ortsteilen

### Haarbach
| Lage                                  | Objekt                                  | Beschreibung | Akten-Nr.              | Bild                                    |
| ------------------------------------- | --------------------------------------- | --- | ---------------------- | --------------------------------------- |
| Dr.-Caspar-Wimmer-Straße 6 (Standort) | Wohnhaus des Vierseithofes              | Zweigeschossiger Blockbau mit vorgezogenem, flach geneigtem Satteldach und Giebelschroten, Anfang 19. Jahrhundert; Nordflügel, Stadel, verbretterte Ständerkonstruktion mit Satteldach und Stalleinbau in Blockbauweise, Anfang 19. Jahrhundert; Südflügel, Stallstadel, zweigeschossiger Satteldachbau, 2. Hälfte 19. Jahrhundert, im Obergeschoss Traidkasten in Blockbauweise, Anfang 19. Jahrhundert | D-2-75-125-2 Wikidata  | Wohnhaus des Vierseithofes              |
| Graf-Heinrich-Straße 4 (Standort)     | Rottaler Bauernhaus                     | Stattlicher zweigeschossiger Blockbau mit vorschießendem Flachsatteldach und Giebelschrot, bezeichnet 1819; Nordflügel, Stallstadel mit Heuboden, Obergeschoss-Blockbau mit Balusterschrot und Satteldach, Anfang 19. Jahrhundert | D-2-75-125-6 Wikidata  | Rottaler Bauernhaus                     |
| Graf-Heinrich-Straße 7 (Standort)     | Zugehöriger ehemaliger Traidkasten      | Zum Wohnhaus umgebaut, Obergeschoss-Blockbau mit Satteldach und geschnitztem traufseitigem Stangenschrot, 1. Hälfte 19. Jahrhundert | D-2-75-125-7 Wikidata  | Zugehöriger ehemaliger Traidkasten      |
| Graf-Heinrich-Straße 11 (Standort)    | Geschlossener Vierseithof               | Wohnhaus, zweigeschossiger und giebelständiger, verschindelter Blockbau mit vorschießendem Flachsatteldach, Ende 18. Jahrhundert, Dach später; Nordflügel, Torbau mit Fußgängerpforte, seitlichem Obergeschoss-Blockbau und Votivbild von 1798; Ostflügel, Stallstadel mit Traidkasten im Obergeschoss-Blockbau, Giebelschrot und Satteldach; Südflügel, Durchfahrtsstadel, Ständerbau mit Satteldach; Westflügel, Stall mit Heuboden im Blockbau-Obergeschoss, Satteldach und Traufschrot; alle 18./19. Jahrhundert | D-2-75-125-8 Wikidata  | weitere Bilder                          |
| Hauptstraße 27 (Standort)             | Pfarrkirche St. Martin                  | Saalkirche mit Polygonalchor, Chorflankenturm und doppelgeschossiger Sakristei, spätgotisch, 2. Hälfte 15. Jahrhundert, 1873 verlängert, Vorhalle, Sakristei und Turmoberteil ebenfalls 19. Jahrhundert; mit Ausstattung | D-2-75-125-1 Wikidata  | weitere Bilder                          |
| Ortenburger Straße 3 (Standort)       | Zugehöriges winkelförmiges Nebengebäude | Mit Toranlage, Stall und Traidkasten, östlich verschalter Ständerbau, südlich Obergeschoss-Blockbau mit Schrot, bezeichnet 1793 | D-2-75-125-10 Wikidata | Zugehöriges winkelförmiges Nebengebäude |
| Ortenburger Straße 11 (Standort)      | Wohnhaus des Vierseithofes              | Zweigeschossiger und giebelständiger Satteldachbau mit Zinnengiebel, Putzgliederungen, Eisenbalkon und stichbogigen Öffnungen, 1872; Westflügel, Stallstadel mit Traufschrot und Traidkasten im Blockbau-Obergeschoss, Anfang 19. Jahrhundert | D-2-75-125-11 Wikidata | weitere Bilder                          |
| Schloßweg 2 (Standort)                | Ehemaliger Pfarrhof                     | Schlossartiger Bau in ortsbildprägender Lage, zweigeschossiger Satteldachbau mit Mittelrisalit und Zwerchhaus mit Schweifgiebel, um 1750 | D-2-75-125-12 Wikidata | Ehemaliger Pfarrhof                     |
| Schulstraße (Standort)                | Kriegerdenkmal für 1914–18 und 1939–45  | Kniender Soldat auf Inschriftpfeiler und Sockel mit Eckbetonungen und Kugeln, Granit, bezeichnet 1921 | D-2-75-125-148         | weitere Bilder                          |

### Anleng
| Lage                 | Objekt                   | Beschreibung | Akten-Nr.              | Bild                     |
| -------------------- | ------------------------ | --- | ---------------------- | ------------------------ |
| Anleng 2 (Standort)  | Mittertennhaus           | Zweigeschossiger und giebelständiger, verkleideter Blockbau mit vorschießendem Satteldach, 1. Drittel 19. Jahrhundert                                          | D-2-75-125-13 Wikidata | Mittertennhaus           |
| Anleng 12 (Standort) | Einfirsthof              | Mittertennbau, zweigeschossiger und traufständiger, verschalter Blockbau mit vorschießendem Satteldach, 1. Drittel 19. Jahrhundert                             | D-2-75-125-17          | Einfirsthof              |
| Anleng 24 (Standort) | Hakenhof                 | Wohnteil zweigeschossiger und traufständiger, gestelzter Blockbau mit vorschießendem Satteldach und Giebelschrot, 1. Hälfte 19. Jahrhundert, Ansicht von Süden | D-2-75-125-20 Wikidata | weitere Bilder           |
| Anleng 26 (Standort) | Wohnteil eines Hakenhofs | Zweigeschossiger, teilweise versteinerter und verschindelter Blockbau mit vorschießendem Satteldach, im Kern Anfang 19. Jahrhundert                            | D-2-75-125-21 Wikidata | Wohnteil eines Hakenhofs |
| Anleng 27 (Standort) | Wohnstallhaus            | Zweigeschossiger und giebelständiger, teilweise verschindelter Blockbau mit vorschießendem Flachsatteldach, im Kern Anfang 19. Jahrhundert                     | D-2-75-125-22 Wikidata | Wohnstallhaus            |

### Bergham
| Lage                    | Objekt                                        | Beschreibung | Akten-Nr.              | Bild                                          |
| ----------------------- | --------------------------------------------- | --- | ---------------------- | --------------------------------------------- |
| Bergham 3, 4 (Standort) | Wohnhaus                                      | Zweigeschossiger und traufständiger, teilweise modern versteinerter Blockbau, 18./19. Jahrhundert | D-2-75-125-26 Wikidata | Wohnhaus                                      |
| Bergham 5 (Standort)    | Filialkirche St. Stephan                      | Saalkirche mit eingezogenem Polygonalchor und Chorflankenturm, Langhaus romanisch, 12./13. Jahrhundert, Chor und Turm aus Backstein, spätgotisch, Ende 15. Jahrhundert; mit Ausstattung                           | D-2-75-125-24 Wikidata | weitere Bilder                                |
| Bergham 7 (Standort)    | Kleinbauernhof                                | Wohnhaus zweigeschossiger und giebelständiger Blockbau mit vorschießendem Flachsatteldach und Giebelbalkon, teilweise verschindelt, anschließend traufständiger Stallstadel mit Tenne, 2. Viertel 19. Jahrhundert | D-2-75-125-27 Wikidata | Kleinbauernhof                                |
| Bergham 11 (Standort)   | Wohnhaus des Dreiseithofes                    | Zweigeschossiger und traufständiger, verschindelter Blockbau mit vorschießendem Flachsatteldach und Giebelbalkon, Mitte 19. Jahrhundert                                                                           | D-2-75-125-29 Wikidata | Wohnhaus des Dreiseithofes                    |
| Bergham 13 (Standort)   | Traidkasten                                   | Zugehöriger Traidkasten, 18./19. Jahrhundert, im Querflügel. | D-2-75-125-30 Wikidata | BW                                            |
| Bergham 19 (Standort)   | Zugehöriger Flügel mit ehemaligen Traidkasten | Giebelständiger Obergeschoss-Blockbau mit Satteldach, 2. Hälfte 18. Jahrhundert | D-2-75-125-31 Wikidata | Zugehöriger Flügel mit ehemaligen Traidkasten |
| Bergham 23 (Standort)   | Zugehöriger Traidkasten                       | Obergeschoss-Blockbau mit Satteldach, 2. Hälfte 18. Jahrhundert | D-2-75-125-32 Wikidata | Zugehöriger Traidkasten                       |
| Bergham 24 (Standort)   | Gasthaus                                      | Zweigeschossiger und traufständiger Blockbau mit vorschießendem Satteldach, spätes 18. Jahrhundert | D-2-75-125-33 Wikidata | weitere Bilder                                |
| Bergham 25 (Standort)   | Bauernhaus                                    | Zweigeschossiger und giebelständiger, verschalter Blockbau mit vorschießendem Satteldach, rückseitig versteinert, 18./19. Jahrhundert                                                                             | D-2-75-125-34 Wikidata | Bauernhaus                                    |
| Bergham 26 (Standort)   | Bauernhaus                                    | Mittertennhaus, zweigeschossiger Blockbau mit Satteldach und verschaltem Giebelschrot, Anfang 19. Jahrhundert | D-2-75-125-35 Wikidata | Bauernhaus                                    |
| Bergham 34 (Standort)   | Ehemaliges Bauernhaus                         | zweigeschossiger und traufständiger, teilweise verschalter Obergeschoss-Blockbau mit vorschießendem Flachsatteldach und Giebelschrot, Anfang 19. Jahrhundert                                                      | D-2-75-125-36 Wikidata | Ehemaliges Bauernhaus                         |

### Binderöd
| Lage                  | Objekt                           | Beschreibung | Akten-Nr.              | Bild                             |
| --------------------- | -------------------------------- | --- | ---------------------- | -------------------------------- |
| Binderöd 2 (Standort) | Nebengebäude eines Dreiseithofes | Mit Stall, Remise und Traidkasten, teilweise geständerter Obergeschoss-Blockbau mit Traufschrot, Ende 18. Jahrhundert | D-2-75-125-37 Wikidata | Nebengebäude eines Dreiseithofes |

### Brunnwies
| Lage                   | Objekt              | Beschreibung | Akten-Nr.      | Bild                |
| ---------------------- | ------------------- | --- | -------------- | ------------------- |
| Brunnwies 1 (Standort) | Rottaler Bauernhaus | Zweigeschossiger Blockbau mit Flachsatteldach und Giebelschroten, bezeichnet 1797; Traidkasten über Remise, geständerter Obergeschoss-Blockbau mit Bemalung, bezeichnet 1789; beide Objekte 2010 von Karpfham, Stadt Griesbach, hierher transloziert | D-2-75-125-142 | Rottaler Bauernhaus |

### Englöd
| Lage                 | Objekt                                      | Beschreibung                                                                                            | Akten-Nr.              | Bild                                        |
| -------------------- | ------------------------------------------- | --- | ---------------------- | ------------------------------------------- |
| Englöd 2 (Standort)  | Torflügel mit Traidkasten                   | Zugehöriger Torflügel mit Remise und Traidkasten, geständerter Obergeschoss-Blockbau, nach 1840         | D-2-75-125-39 Wikidata | Torflügel mit Traidkasten                   |
| In Englöd (Standort) | Wohnteil eines giebelgeteilten Einfirsthofs | Zweigeschossiger Blockbau mit Frackdach, im Erdgeschoss zur Remise umgebaut, nach Mitte 19. Jahrhundert | D-2-75-125-40 Wikidata | Wohnteil eines giebelgeteilten Einfirsthofs |

### Eschlbach
| Lage                   | Objekt                     | Beschreibung | Akten-Nr.              | Bild                       |
| ---------------------- | -------------------------- | --- | ---------------------- | -------------------------- |
| Eschlbach 1 (Standort) | Wohnhaus des Vierseithofes | Zweigeschossiger und traufständiger, verschalter und teilweise versteinerter Blockbau mit vorschießendem Satteldach und Trauf- und Giebelschroten, Ende 18. Jahrhundert; Nordflügel mit Traidkasten, Obergeschoss-Blockbau mit Satteldach und Traufschrot, wohl gleichzeitig (Anmerkung: Das Anwesen brannte am 16.08.2019 vollständig ab, im Bayerischen Denkmal-Atlas weiterhin geführt) | D-2-75-125-41 Wikidata | Wohnhaus des Vierseithofes |
| Eschlbach 2 (Standort) | Wohnhaus des Vierseithofes | Zweigeschossiger, teilweise versteinerter und verschindelter Blockbau mit vorschießendem Flachsatteldach, bezeichnet 1754 | D-2-75-125-42 Wikidata | weitere Bilder             |

### Freiling
| Lage                  | Objekt                     | Beschreibung | Akten-Nr.              | Bild                       |
| --------------------- | -------------------------- | --- | ---------------------- | -------------------------- |
| Freiling 7 (Standort) | Wohnhaus des Vierseithofes | Zweigeschossiger und traufständiger Obergeschoss-Blockbau mit vorschießendem Flachsatteldach und Giebelschrot, Mitte 19. Jahrhundert; Querflügel mit Traidboden, traufständiger und verschindelter Obergeschoss-Blockbau mit Traufschrot, gleichzeitig | D-2-75-125-43 Wikidata | Wohnhaus des Vierseithofes |
| Freiling 9 (Standort) | Wohnhaus des Vierseithofes | Zweigeschossiger und traufständiger, verschindelter Blockbau mit vorschießendem Satteldach und zwei Giebelschroten, Anfang 19. Jahrhundert | D-2-75-125-44 Wikidata | Wohnhaus des Vierseithofes |

### Grongörgen
| Lage                     | Objekt                                                                                              | Beschreibung | Akten-Nr.              | Bild           |
| ------------------------ | --------------------------------------------------------------------------------------------------- | --- | ---------------------- | -------------- |
| Grongörgen 4 (Standort)  | Gasthof                                                                                             | Gasthof sehr stattlicher Vierseithof, Hauptgebäude mit Blockbau-Obergeschoss, 18. und 19. Jahrhundert; bildet mit der Kirche eine Baugruppe.                                             | D-2-75-125-47 Wikidata | BW             |
| Grongörgen 5 (Standort)  | Katholische Neben- und Wallfahrtskirche St. Leonhard (seit 1720, ursprünglich St. Gregor der Große) | Saalkirche mit eingezogenem Polygonalchor und Fassadenturm mit Zwiebelhaube, spätgotisch, 1460-72 von Meister Thomas von Braunau; mit Ausstattung; bildet mit dem Gasthof eine Baugruppe | D-2-75-125-46 Wikidata | weitere Bilder |
| Grongörgen 12 (Standort) | Stallflügel                                                                                         | Zugehöriger Stallflügel, mit Traidboden, 1. Hälfte 19. Jahrhundert | D-2-75-125-49 Wikidata | BW             |

### Grub
| Lage              | Objekt | Beschreibung                                                        | Akten-Nr.              | Bild |
| ----------------- | ------ | ------------------------------------------------------------------- | ---------------------- | ---- |
| Grub 1 (Standort) | Stadel | Zugehöriger Stadel, mit Traidkasten und Schrot, 18./19. Jahrhundert | D-2-75-125-50 Wikidata | BW   |

### Haarbacherloh
| Lage                        | Objekt                     | Beschreibung | Akten-Nr.              | Bild                       |
| --------------------------- | -------------------------- | --- | ---------------------- | -------------------------- |
| Haarbacherloh 10 (Standort) | Wohnstallhaus              | Wohnteil zweigeschossiger und giebelständiger, teilweise verschindelter Blockbau mit vorschießendem Flachsatteldach und Schroten, 2. Viertel 19. Jahrhundert Traidkasten, zweigeschossiger Blockbau, gleichzeitig | D-2-75-125-51 Wikidata | Wohnstallhaus              |
| Haarbacherloh 16 (Standort) | Wohnhaus des Vierseithofes | Wohnhaus des Vierseithofes, z. T. offener Blockbau, im Kern 1. Hälfte 19. Jahrhundert | D-2-75-125-53 Wikidata | BW                         |
| Haarbacherloh 18 (Standort) | Wohnhaus des Vierseithofes | Zweigeschossiger und giebelständiger, verschindelter Blockbau mit vorschießendem Flachsatteldach und zweiseitig umlaufenden Schrot, 1. Hälfte 19. Jahrhundert                                                     | D-2-75-125-54 Wikidata | Wohnhaus des Vierseithofes |
| Haarbacherloh 23 (Standort) | Hakenhof                   | Wohnteil zweigeschlossiger und verschalter, teilweise versteinerter Blockbau mit vorschießendem Satteldach und Giebelbalkon, 1. Hälfte 19. Jahrhundert                                                            | D-2-75-125-56 Wikidata | Hakenhof                   |

### Haasen
| Lage                | Objekt     | Beschreibung | Akten-Nr.              | Bild       |
| ------------------- | ---------- | --- | ---------------------- | ---------- |
| Haasen 1 (Standort) | Bauernhaus | Zweigeschossiger und giebelständiger, in der Westhälfte versteinerter Blockbau mit vorschießendem Flachsatteldach und Giebelbalkon, Anfang 19. Jahrhundert | D-2-75-125-57 Wikidata | Bauernhaus |

### Halmöd
| Lage                | Objekt     | Beschreibung                                                                            | Akten-Nr.              | Bild       |
| ------------------- | ---------- | --------------------------------------------------------------------------------------- | ---------------------- | ---------- |
| Halmöd 4 (Standort) | Hofkapelle | In Form eines Kapellenbildstocks mit säulengerahmter Figurennische, 19./20. Jahrhundert | D-2-75-125-59 Wikidata | Hofkapelle |

### Hitzling
| Lage                  | Objekt                             | Beschreibung | Akten-Nr.              | Bild                               |
| --------------------- | ---------------------------------- | --- | ---------------------- | ---------------------------------- |
| Hitzling 1 (Standort) | Zugehöriger Traidkasten über Stall | Obergeschoss-Blockbau mit vorschießendem Frackdach, 18./19. Jahrhundert | D-2-75-125-60 Wikidata | Zugehöriger Traidkasten über Stall |
| Hitzling 3 (Standort) | Vierseithof                        | 1. Hälfte 19. Jahrhundert; Wohnhaus, zweigeschossiger und giebelständiger, teilweise verschalter Blockbau mit vorschießendem Satteldach und Traufschrot Dreiflügeliges Hofgebäude mit Satteldächern, nördlich Stall mit aufgeständertem und verschaltem Traufschrot, östlich Stallstadel, teilweise massiver Ständerbau mit Durchfahrt, südlich Remise mit Traidkasten im Blockbau-Obergeschoss mit traufseitigem, überdachtem Balustschrot | D-2-75-125-61 Wikidata | weitere Bilder                     |

### Hof
| Lage             | Objekt                     | Beschreibung | Akten-Nr.              | Bild                       |
| ---------------- | -------------------------- | --- | ---------------------- | -------------------------- |
| Hof 4 (Standort) | Wohnhaus des Vierseithofes | Zweigeschossiger und giebelständiger, teilweise versteinerter und verschindelter Blockbau mit Satteldach und Kniestock, 1. Drittel 19. Jahrhundert | D-2-75-125-67 Wikidata | Wohnhaus des Vierseithofes |

### Holzhäuser
| Lage                    | Objekt                   | Beschreibung | Akten-Nr.              | Bild                     |
| ----------------------- | ------------------------ | --- | ---------------------- | ------------------------ |
| Holzhäuser 1 (Standort) | Wohnstallhaus            | Zweigeschossiger, verschindelter Blockbau mit vorschießendem Satteldach und Giebelschrot, Anfang 19. Jahrhundert   | D-2-75-125-70 Wikidata | Wohnstallhaus            |
| Holzhäuser 2 (Standort) | Wohnteil eines Hakenhofs | Zweigeschossiger und traufständiger Blockbau mit vorschießendem Satteldach und Giebelschrot, Mitte 19. Jahrhundert | D-2-75-125-71 Wikidata | Wohnteil eines Hakenhofs |

### Hötzenham
| Lage                    | Objekt                     | Beschreibung | Akten-Nr.              | Bild                       |
| ----------------------- | -------------------------- | --- | ---------------------- | -------------------------- |
| Hötzenham 5 (Standort)  | Wohnhaus des Vierseithofes | Zweigeschossiger und verschindelter Blockbau, mit vorschießendem Satteldach, Kniestock und Traufschrot, 18./19. Jahrhundert, Dach später | D-2-75-125-62 Wikidata | Wohnhaus des Vierseithofes |
| Hötzenham 7 (Standort)  | Nebengebäude               | Zugehöriges Nebengebäude, mit Traadboden, Blockbau, 18./19. Jahrhundert | D-2-75-125-63 Wikidata | BW                         |
| Hötzenham 8 (Standort)  | Wohnhaus des Vierseithofes | 2. Viertel 19. Jahrhundert; Wohnhaus, zweigeschossiger und giebelständiger Halbwalmdachbau mit Traufschrot und Putzbänderung; winkelförmiges Nebengebäude mit Walmdach, Korbbogentor und Traidkasten; östlich Stadel mit Blockbau-Obergeschoss und Satteldach | D-2-75-125-64 Wikidata | weitere Bilder             |
| Hötzenham 10 (Standort) | Zugehöriger Flügelbau      | Ziegelbauweise, mit Korbbogentor und Traidboden, Obergeschoss-Blockbau, 2. Viertel 19. Jahrhundert | D-2-75-125-65 Wikidata | Zugehöriger Flügelbau      |
| Hötzenham 11 (Standort) | Wohnhaus des Vierseithofes | Wohnhaus eines Vierseithofes, Blockbau mit hofseitigem Schrot, 1. Drittel 19. Jahrhundert; Straßenflügel, Stallstadel mit Traidboden, zugesetztem Korbbogentor und Blockbau-Obergeschoss; südlich Stall mit Heuboden, Blockbau-Obergeschoss mit Satteldach    | D-2-75-125-66 Wikidata | Wohnhaus des Vierseithofes |

### Kemauthen
| Lage                   | Objekt                                  | Beschreibung | Akten-Nr.               | Bild |
| ---------------------- | --------------------------------------- | --- | ----------------------- | ---- |
| Kemauthen 3 (Standort) | Wohnhaus des Vierseithofes              | zweigeschossiger Blockbau mit Satteldach, 18. Jahrhundert, mit Überformungen des 19. Jahrhunderts | D-2-75-125-72 Wikidata  | BW   |
| Kemauthen 4 (Standort) | Wohnhaus des Vierseithofes              | zweigeschossiger Blockbau mit Satteldach, Anfang 19. Jahrhundert, im Kern wohl älter; Südflügel, Traidkasten mit Hoftor, Holzkonstruktion, 1. Drittel 19. Jahrhundert                                                                                             | D-2-75-125-73 Wikidata  | BW   |
| Kemauthen 7 (Standort) | Wohnhaus des Vierseithofes              | zweigeschossiger Blockbau über Bruchsteinsockel, 18. Jahrhundert, mit Überformungen des 19. Jahrhunderts; Westflügel, Traidkasten mit Hoftor, Holzkonstruktion, 1. Drittel 19. Jahrhundert; Backhaus, Satteldachbau aus Ziegel- und Bruchsteinmauerwerk, um 1850. | D-2-75-125-74 Wikidata  | BW   |
| Kemauthen 8 (Standort) | Ehemaliges Wohnhaus eines Vierseithofes | dreigeschossiger Blockbau mit Satteldach und ehem. Taubenkobel zum Hof, Erdgeschoss teilweise ausgemauert, 18. Jahrhundert, 2. Obergeschoss, Dach und Fassadenverschalung, zweite Hälfte 19. Jahrhundert                                                          | D-2-75-125-141 Wikidata | BW   |

### Kroißen
| Lage                 | Objekt                       | Beschreibung | Akten-Nr.              | Bild                         |
| -------------------- | ---------------------------- | --- | ---------------------- | ---------------------------- |
| Kroißen 6 (Standort) | Wohnhaus des Vierseithofes   | Zweigeschossiger und traufständiger Blockbau mit vorschießendem Flachsatteldach, wohl 1. Hälfte 18. Jahrhundert westlich großer Traidkasten mit Obergeschoss-Blockbau, bezeichnet 1732 | D-2-75-125-76 Wikidata | Wohnhaus des Vierseithofes   |
| Kroißen 9 (Standort) | Wohnhaus eines Vierseithofes | Rottaler Bauernhaus, zweigeschossiger Blockbau mit vorschießendem Satteldach und zweiseitig umlaufendem Schrot, 2. Hälfte 18. Jahrhundert                                              | D-2-75-125-77 Wikidata | Wohnhaus eines Vierseithofes |

### Kronholz
| Lage                  | Objekt                         | Beschreibung                                                                                                | Akten-Nr.              | Bild                           |
| --------------------- | ------------------------------ | --- | ---------------------- | ------------------------------ |
| Kronholz 8 (Standort) | Wohnstallhaus eines Hakenhofes | Zweigeschossiger Blockbau mit vorschießendem Satteldach und zwei Giebelschroten, 2. Viertel 19. Jahrhundert | D-2-75-125-78 Wikidata | Wohnstallhaus eines Hakenhofes |

### Machham
| Lage                 | Objekt                     | Beschreibung                                                                       | Akten-Nr.              | Bild           |
| -------------------- | -------------------------- | ---------------------------------------------------------------------------------- | ---------------------- | -------------- |
| Machham 2 (Standort) | Wohnhaus des Vierseithofes | Zweigeschossiger und giebelständiger Blockbau mit Traufschrot, 18./19. Jahrhundert | D-2-75-125-79 Wikidata | weitere Bilder |

### Nussertsham
| Lage                     | Objekt                                       | Beschreibung                                                                                                   | Akten-Nr.              | Bild                                         |
| ------------------------ | -------------------------------------------- | --- | ---------------------- | -------------------------------------------- |
| Nussertsham 3 (Standort) | Zugehöriger Flügel mit Stall und Traidkasten | Teilweise verschalter Obergeschoss-Blockbau mit vorschießendem Satteldach und Traufschrot, 18./19. Jahrhundert | D-2-75-125-81 Wikidata | Zugehöriger Flügel mit Stall und Traidkasten |
| Gruber Feld (Standort)   | Ehemals Dorfkapelle                          | Giebelständiger Satteldachbau mit kleiner halbrunder Apsis, neugotisch, 2. Viertel 19. Jahrhundert             | D-2-75-125-82 Wikidata | Ehemals Dorfkapelle                          |

### Oberhörbach
| Lage                      | Objekt     | Beschreibung | Akten-Nr.              | Bild       |
| ------------------------- | ---------- | --- | ---------------------- | ---------- |
| In Oberhörbach (Standort) | Hofkapelle | Polygonal schließender Satteldachbau mit Giebeldachreiter und Putzgliederungen, neugotisch, Ende 19. Jahrhundert; mit Ausstattung | D-2-75-125-83 Wikidata | Hofkapelle |

### Oberndorf
| Lage                   | Objekt                     | Beschreibung | Akten-Nr.              | Bild                       |
| ---------------------- | -------------------------- | --- | ---------------------- | -------------------------- |
| Oberndorf 2 (Standort) | Wohnhaus des Vierseithofes | Zweigeschossiger und giebelständiger, verkleideter Blockbau mit vorschießendem Satteldach, 1. Hälfte 19. Jahrhundert | D-2-75-125-85 Wikidata | weitere Bilder             |
| Oberndorf 4 (Standort) | Wohnhaus des Vierseithofes | Zweigeschossiger, teilweise versteinerter Blockbau mit vorschießendem Flachsatteldach, Kniestock und Giebelschroten, 18./19. Jahrhundert, Dach später Westflügel mit Stall und Traidkasten über ehemaligen Remise, teilweise Ziegelbau auf Quadersockel und Obergeschoss-Blockbau mit Traufschrot, Anfang 19. Jahrhundert | D-2-75-125-86 Wikidata | Wohnhaus des Vierseithofes |

### Oberthambach
| Lage                       | Objekt                                  | Beschreibung | Akten-Nr.              | Bild                                    |
| -------------------------- | --------------------------------------- | --- | ---------------------- | --------------------------------------- |
| Oberthambach 5 (Standort)  | Wohnhaus eines ehemaligen Vierseithofes | Zweigeschossiger und firstparalleler Walmdachbau, 1. Drittel 19. Jahrhundert                                                                                         | D-2-75-125-87 Wikidata | Wohnhaus eines ehemaligen Vierseithofes |
| Oberthambach 8 (Standort)  | Einfirsthof                             | Wohnteil zweigeschossiger Blockbau mit erneuertem Giebelschrot, 3. Viertel 19. Jahrhundert                                                                           | D-2-75-125-89 Wikidata | BW                                      |
| Oberthambach 9 (Standort)  | Rottaler Bauernhaus                     | Zweigeschossiger und giebelständiger, teilweise versteinerter Blockbau mit vorschießendem Flachsatteldach und Giebelschroten, bezeichnet 1818 (mod. bezeichnet 1624) | D-2-75-125-88 Wikidata | Rottaler Bauernhaus                     |
| in Oberthambach (Standort) | Dorfkapelle                             | Polygonal schließender Satteldachbau mit Giebeldachreiter auf Konsolen, neugotisch, 1881; mit Ausstattung                                                            | D-2-75-125-90 Wikidata | Dorfkapelle                             |

### Oberuttlau
| Lage                            | Objekt                                  | Beschreibung | Akten-Nr.              | Bild           |
| ------------------------------- | --------------------------------------- | --- | ---------------------- | -------------- |
| Am Dorfplatz 3 (Standort)       | Gasthaus eines ehemaligen Vierseithofes | Zweigeschossiger und traufständiger, teilweise verschindelter Obergeschoss-Blockbau mit vorschießendem Satteldach und Giebelschroten, Anfang 19. Jahrhundert | D-2-75-125-92 Wikidata | weitere Bilder |
| Am Dorfplatz 4 (Standort)       | Katholische Pfarrkirche St. Andreas     | Polygonal schließende Saalkirche mit Chorflankenturm und Vorzeichen, Ziegelbauweise mit Feldsteineinschlüssen, spätgotisch, um 1476–78; mit Ausstattung | D-2-75-125-91 Wikidata | weitere Bilder |
| Kirchenweg 3 (Standort)         | Ehemaliges Pfarrhaus                    | Ehemals Pfarrhof, später Bauernhof; Wohnhaus, zweigeschossiger und giebelständiger Obergeschoss-Blockbau mit vorschießendem Satteldach und Giebelschroten, um 1700; Stallstadel mit Traidkasten, teilweise versteinerter Blockbau mit Flachsatteldach, 18./19. Jahrhundert                                                                            | D-2-75-125-94 Wikidata | weitere Bilder |
| St.-Andreas-Straße 5 (Standort) | Ehemals Pfarrhof                        | Vierseitanlage, Anfang 20. Jahrhundert; ehemals Pfarrhaus, zweigeschossiger und firstparalleler Walmdachbau; Hofgebäude, zweigeschossige Dreiflügelanlage, Westflügel, Stall, hoher Ständerbau mit Schopfwalmdach, Nordflügel, Stall mit Blockbauobergeschoss und Balkon, Ostflügel, Stall mit verschaltem Blockbau-Obergeschoss, Balkon und Walmdach | D-2-75-125-93 Wikidata | weitere Bilder |

### Rainding
| Lage                           | Objekt                     | Beschreibung | Akten-Nr.              | Bild                       |
| ------------------------------ | -------------------------- | --- | ---------------------- | -------------------------- |
| Hauptstraße 32 (Standort)      | Wohnhaus des Dreiseithofes | Zweigeschossiger und giebelständiger, verschindelter Blockbau mit Traufschrot und vorschießendem, aufgesteiltem Satteldach, 1. Hälfte 19. Jahrhundert, Dach später                                      | D-2-75-125-97 Wikidata | Wohnhaus des Dreiseithofes |
| Hauptstraße 35 (Standort)      | Pfarrkirche St. Michael    | Saalkirche mit eingezogenem, halbrundem Chor, Chorflankenturm, Vorzeichen, Schopfwalmdach und Rahmengliederungen, 1700; mit Ausstattung; Friedhofsmauer, Beton, mit neugotischen Zierelementen, um 1910 | D-2-75-125-96 Wikidata | weitere Bilder             |
| Kronholzer Straße 2 (Standort) | Bauernhaus                 | Zweigeschossiger und traufständiger Obergeschoss-Blockbau mit vorschießendem Flachsatteldach und Giebelschrot, bezeichnet1785                                                                           | D-2-75-125-98 Wikidata | Bauernhaus                 |

### Riedertsham
| Lage                      | Objekt                              | Beschreibung | Akten-Nr.               | Bild                                |
| ------------------------- | ----------------------------------- | --- | ----------------------- | ----------------------------------- |
| Riedertsham 2 (Standort)  | Dreiseithof                         | Ende 18. Jahrhundert; Wohnhaus, zweigeschossiger und traufständiger, teilweise verbretterter Blockbau mit vorschießendem Satteldach und Kniestock, Dach später Südflügel, Stallstadel mit Remise, Satteldach und Traidkasten im aufgeständerten Blockbau-Obergeschoss | D-2-75-125-99 Wikidata  | Dreiseithof                         |
| Riedertsham 5 (Standort)  | Wohnhaus eines Vierseithofes        | Zweigeschossiger und giebelständiger, verschindelter Blockbau mit vorschießendem Flachsatteldach und erneuerten Giebelschroten, Ende 18. Jahrhundert | D-2-75-125-100 Wikidata | Wohnhaus eines Vierseithofes        |
| Riedertsham 6 (Standort)  | Blockbau-Wohnhaus des Vierseithofes | Blockbau-Wohnhaus des Vierseithofes, 1779; östlicher Flügel mit Hoftor und Traidkasten, wohl gleichzeitig. | D-2-75-125-101 Wikidata | Blockbau-Wohnhaus des Vierseithofes |
| Riedertsham 9 (Standort)  | Vierseithof                         | Vierseithof, stattliche Anlage aus den Jahren 1823–32; Flachdach-Wohnhaus, Blockbau mit hofseitigen Schroten, mit den drei Nebengebäuden (Traidboden, Remise, Ställe und Einlage) durch umlaufenden Schrot verbunden.                                                 | D-2-75-125-102 Wikidata | weitere Bilder                      |
| In Riedertsham (Standort) | Hofkapelle                          | Giebelständiger und polygonal schließender Holzbau mit Satteldach und Giebeldachreiter, bezeichnet 1849; mit Ausstattung; bei Haus Nummer 9 | D-2-75-125-103 Wikidata | Hofkapelle                          |

### Sachsenham
| Lage                     | Objekt                              | Beschreibung | Akten-Nr.               | Bild                                |
| ------------------------ | ----------------------------------- | --- | ----------------------- | ----------------------------------- |
| Sachsenham 4 (Standort)  | Wohnhaus des Vierseithofes          | Zweigeschossiger und giebelständiger, teilweise verschalter Blockbau mit vorschießendem Satteldach, Kniestock und Traufschrot, 18./19. Jahrhundert, Dach später | D-2-75-125-104 Wikidata | Wohnhaus des Vierseithofes          |
| Sachsenham 12 (Standort) | Wohnhaus des Dreiseithofes          | Wohnhaus des Dreiseithofes, zweigeschossiger und giebelständiger Obergeschoss-Blockbau mit Traufschrot und vorschießendem Satteldach mit Kniestock, Mitte 19. Jahrhundert, rückwärts älterer Teil mit vorschießendem Flachsatteldach mit Balusteraltane, 2. Hälfte 18. Jahrhundert; Stadel mit Traidkasten über Remise, geständerter Obergeschoss-Blockbau mit vorschießendem Satteldach und Traufschrot, 18./19. Jahrhundert | D-2-75-125-105 Wikidata | weitere Bilder                      |
| Sachsenham 13 (Standort) | Zugehöriger Traidkasten über Remise | Geständerter Obergeschoss-Blockbau mit Traufschrot und vorschießendem Satteldach, 2. Hälfte 18. Jahrhundert | D-2-75-125-106 Wikidata | Zugehöriger Traidkasten über Remise |
| Sachsenham 16 (Standort) | Zugehöriger Westflügel              | Hofeinfahrt und Traidkasten über Stall, Obergeschoss-Blockbau mit Traufschrot und Satteldach, 18./19. Jahrhundert | D-2-75-125-107 Wikidata | Zugehöriger Westflügel              |

### Schmelzenholzham
| Lage                          | Objekt                | Beschreibung | Akten-Nr.               | Bild                  |
| ----------------------------- | --------------------- | --- | ----------------------- | --------------------- |
| Schmelzenholzham 3 (Standort) | Zugehöriger Südflügel | Stallstadel mit Remise, Satteldach und Traidkasten mit Traufschrot im geständerten Obergeschoss-Blockbau, Mitte 19. Jahrhundert | D-2-75-125-108 Wikidata | Zugehöriger Südflügel |

### Schnellertsham
| Lage                         | Objekt                   | Beschreibung | Akten-Nr.               | Bild                     |
| ---------------------------- | ------------------------ | --- | ----------------------- | ------------------------ |
| Schnellertsham 3 (Standort)  | Vierseithof              | Wohnhaus eines Vierseithofes, zweigeschossiger und giebelständiger, teilweise verschindelter Blockbau mit vorschießendem Satteldach und Traufschrot, Anfang 19. Jahrhundert; Westflügel, Traidboden über Stall, geständerter Obergeschoss-Blockbau mit Traufschrot und Satteldach, wohl gleichzeitig | D-2-75-125-111 Wikidata | Vierseithof              |
| Schnellertsham 4 (Standort)  | Vierseithof              | Wohnhaus eines ehemaligen Vierseitshofes, zweigeschossiger Blockbau mit vorschießendem Flachsatteldach und Giebelschrot, 1841; Stallstadel mit Durchfahrt Satteldach, Blockbau-Kniestock und Wandbild, Ende 19. Jahrhundert | D-2-75-125-112 Wikidata | Vierseithof              |
| Schnellertsham 5 (Standort)  | Vierseithof              | Sogenannter Huberhof, jetzt Gasthaus, 1. Hälfte 19. Jahrhundert; Wohnhaus, zweigeschossiger und traufständiger, teilweise verschalter Obergeschoss-Blockbau mit vorschießendem Satteldach und Traufschrot; Nordflügel mit Traidkasten, Obergeschoss-Blockbau mit Andreaskreuz-Bundwerk und Satteldach; Ostflügel, Durchfahrtsstadel mit Blockbau-Obergeschoss | D-2-75-125-113 Wikidata | Vierseithof              |
| Schnellertsham 8 (Standort)  | Vierseithof              | 1. Drittel 19. Jahrhundert.; Wohnhaus, zweigeschossiger und teilweise verschindelter Blockbau mit vorschießendem und aufgesteiltem Satteldach und Kniestock; Südflügel, Traidkasten über Remise, geständerter Obergeschoss-Blockbau mit Traufschrot und vorschießendem Flachsatteldach; Ostflügel, Stallstadel mit Blockbau-Obergeschoss, vorschießendem Satteldach und Traufschrot; Nordflügel, Stallstadel mit Blockbau-Obergeschoss, vorschießendem Satteldach und Traufschrot | D-2-75-125-114 Wikidata | Vierseithof              |
| Schnellertsham 9 (Standort)  | Nebengebäude             | Zugehöriger Westflügel mit Hoftor und Traidkasten im Obergeschoss-Blockbau, 1. Hälfte 19. Jahrhundert | D-2-75-125-115 Wikidata | Nebengebäude             |
| Schnellertsham 10 (Standort) | Wohnhaus einer Hofanlage | Wohnhaus einer Hofanlage, zweigeschossiger und giebelständiger Blockbau mit vorschießendem Satteldach und Traufschrot, Ende 18. Jahrhundert; Südflügel, Traidkasten über Remise und Stall, aufgeständerter Obergeschoss-Blockbau mit vorschießendem Satteldach und Traufschrot, 1. Hälfte 19. Jahrhundert | D-2-75-125-116 Wikidata | Wohnhaus einer Hofanlage |
| Gartenäcker (Standort)       | Dorfkapelle              | Giebelständiger und polygonal schließender Satteldachbau mit Giebeldachreiter und Putzgliederungen, 2. Hälfte 19. Jahrhundert | D-2-75-125-117 Wikidata | Dorfkapelle              |

### Unterhörbach
| Lage                                    | Objekt                      | Beschreibung | Akten-Nr.               | Bild                        |
| --------------------------------------- | --------------------------- | --- | ----------------------- | --------------------------- |
| Unterhörbach 6 (Standort)               | Stallflügel mit Traidkasten | Zugehöriger zweigeschossiger Stallflügel, mit Satteldach und Traidkasten im Obergeschoss-Blockbau, 1. Hälfte 19. Jahrhundert | D-2-75-125-118 Wikidata | Stallflügel mit Traidkasten |
| Unterhörbach 7 (Standort)               | Wohnhaus des Vierseithofes  | Wohnhaus des Vierseithofes, Blockbau, Ende 18. Jahrhundert                                                                   | D-2-75-125-119 Wikidata | BW                          |
| Unterhörbach 9 (Standort)               | Zwei große Hausfiguren      | Heiliger Florian und Heilger Sebastian, 18./19. Jahrhundert; am Nordostgiebel.                                               | D-2-75-125-120 Wikidata | Zwei große Hausfiguren      |
| Langreut (südlich des Ortes) (Standort) | Feldkapelle                 | Saalbau mit leicht eingezogenem Polygonalchor und Glockendachreiter, neugotisch, 2. Hälfte 19. Jahrhundert; mit Ausstattung  | D-2-75-125-121 Wikidata | weitere Bilder              |

### Unterthalham
| Lage                      | Objekt                           | Beschreibung | Akten-Nr.               | Bild                             |
| ------------------------- | -------------------------------- | --- | ----------------------- | -------------------------------- |
| Unterthalham 3 (Standort) | Zugehöriges Nebengebäude         | Traidkasten über Remise, geständerter Obergeschoss-Blockbau mit Traufschrot und vorschießendem Flachsatteldach, 2. Hälfte 18. Jahrhundert | D-2-75-125-122 Wikidata | Zugehöriges Nebengebäude         |
| Unterthalham 4 (Standort) | Traidkasten                      | Zugehöriger geständerter Traidkasten, 18./19. Jahrhundert | D-2-75-125-123 Wikidata | BW                               |
| Unterthalham 5 (Standort) | Vierseithof; Rottaler Bauernhaus | Zweigeschossiger und verschindelter Blockbau mit vorschießendem Flachsatteldach und zwei Giebelschroten, 2. Hälfte 18. Jahrhundert Westflügel, Stall mit ehemaligem Hoftor und Heuboden im Blockbau-Obergeschoss, mit vorschießendem Flachsatteldach und Giebelschrot, 18. Jahrhundert Ostflügel, Remise mit Traidkasten, geständerter Obergeschoss-Blockbau mit vorschießendem Flachsatteldach und Traufschrot, bezeichnet 1777 | D-2-75-125-124 Wikidata | Vierseithof; Rottaler Bauernhaus |

### Unteruttlau
| Lage                        | Objekt                                  | Beschreibung | Akten-Nr.               | Bild           |
| --------------------------- | --------------------------------------- | --- | ----------------------- | -------------- |
| Unteruttlau 3 (Standort)    | Rottaler Bauernhaus eines Vierseithofes | Zweigeschossiger und traufständiger, teilverschindelter Blockbau mit vorschießendem Flachsatteldach und Giebelschroten, 1812; Straßenflügel, zweigeschossiger und traufständiger Satteldachbau mit Hoftor, Pforte und Putzgliederung, bezeichnet 1881                                          | D-2-75-125-125 Wikidata | weitere Bilder |
| Unteruttlau 9 (Standort)    | Hofkapelle                              | Giebelständiges Satteldachgehäuse mit Spitzbogenöffnung, 2. Hälfte 19. Jahrhundert | D-2-75-125-127 Wikidata | Hofkapelle     |
| Unteruttlau 13 a (Standort) | Ehemaliges Gemeindehaus                 | Vormals Mayr'sches Anwesen, stattlicher zweigeschossiger und traufständiger Blockbau auf massivem Untergeschoss, mit vorschießendem Flachsatteldach und Schroten mit reich geschnitzten und bemalten Details, bezeichnet 1793; 2005 von Schmidham bei Ruhstorf a. d. Rott hierher transferiert | D-2-75-125-140 Wikidata | weitere Bilder |
| Unteruttlau 17 ()           | Wohnhaus eines Vierseithofes            | zweigeschossiger und verschalter Blockbau mit vorschießendem Satteldach, Kniestock und Traufschrot, 18./19. Jh., Dach später; Ostflügel, Traidkasten im Obergeschoss-Blockbau, Satteldach und Traufschrot, um 1840/50; nicht nachqualifiziert, im Bayerischen Denkmal-Atlas nicht kartiert     | D-2-75-125-126          |                |

### Wies
| Lage              | Objekt                     | Beschreibung | Akten-Nr.               | Bild                       |
| ----------------- | -------------------------- | --- | ----------------------- | -------------------------- |
| Wies 1 (Standort) | Wohnhaus des Vierseithofes | Zweigeschossiger Blockbau mit vorschießendem Flachsatteldach und hofseitigem Schrot, 18./19. Jahrhundert; Stallflügel mit Remise, Hoftor und Traidkasten, geständerter Obergeschoss-Blockbau, gleichzeitig | D-2-75-125-128 Wikidata | Wohnhaus des Vierseithofes |

### Winkl
| Lage                     | Objekt            | Beschreibung                                                                                                 | Akten-Nr.               | Bild              |
| ------------------------ | ----------------- | --- | ----------------------- | ----------------- |
| Winkl 6 (Standort)       | Kleinbauernhaus   | Zweigeschossiger und traufständiger, teilweise verschindelter Blockbau mit Satteldach, Mitte 19. Jahrhundert | D-2-75-125-130 Wikidata | Kleinbauernhaus   |
| Untere Wiesen (Standort) | Kapellenbildstock | Walmdach, stichbogiger Nische und profiliertem Kranzgesims, 19./20. Jahrhundert                              | D-2-75-125-131 Wikidata | Kapellenbildstock |

### Wolfakirchen
| Lage                       | Objekt                                    | Beschreibung | Akten-Nr.               | Bild                |
| -------------------------- | ----------------------------------------- | --- | ----------------------- | ------------------- |
| Wolfakirchen 4 (Standort)  | Katholische Pfarrkirche Mariä Himmelfahrt | Katholische Pfarrkirche Mariä Himmelfahrt, Saalkirche mit leicht eingezogenem Polygonalchor und Westturm in Ziegelbauweise mit Spitzbogenblenden, spätgotisch, 1502-19 (bezeichnet); mit Ausstattung | D-2-75-125-139 Wikidata | weitere Bilder      |
| Wolfakirchen 9 (Standort)  | Wohnhaus des Dreiseithofes                | Wohnhaus des Dreiseithofes, Blockbau mit Schroten, 2. Hälfte 18. Jahrhundert; geständerter Traidkasten, angeblich 1720.                                                                              | D-2-75-125-132 Wikidata | BW                  |
| Wolfakirchen 12 (Standort) | Kleinhaus                                 | Kleinhaus, Blockbau, mit Flachdach, Mitte 18. Jahrhundert | D-2-75-125-133 Wikidata | BW                  |
| Wolfakirchen 14 (Standort) | Gasthaus zum Hirsch                       | Zweigeschossiger und giebelständiger Blockbau mit vorschießendem Flachsatteldach und Giebelschrot, rückseitig teilweise versteinert, 2. Viertel 19. Jahrhundert                                      | D-2-75-125-134 Wikidata | Gasthaus zum Hirsch |
| Wolfakirchen 41 (Standort) | Bauernhaus                                | Giebelseitig erschlossenes Bauernhaus, Blockbau mit Flachdach und ehem. Mittertenne, 17./18. Jahrhundert                                                                                             | D-2-75-125-137 Wikidata | BW                  |
| Wolfakirchen 57 (Standort) | Einfirsthof                               | Einfirsthof, Blockbau, Mittertenne und mittelsteiles Dach, Anfang 19. Jahrhundert | D-2-75-125-138 Wikidata | BW                  |

## Ehemalige Baudenkmäler
In diesem Abschnitt sind Objekte aufgeführt, die früher einmal in der Denkmalliste eingetragen waren, jetzt aber nicht mehr. Objekte, die in anderem Zusammenhang – also z. B. als Teil eines Baudenkmals – weiter eingetragen sind, sollen hier nicht aufgeführt werden. Aktennummern in diesem Abschnitt sind ehemalige, jetzt nicht mehr gültige Aktennummern.

| Lage                                                     | Objekt                                  | Beschreibung | Akten-Nr.                     | Bild       |
| -------------------------------------------------------- | --------------------------------------- | --- | ----------------------------- | ---------- |
| Anleng 3 (Standort)                                      | Bauernhaus                              | Bauernhaus, Blockbau, 1. Hälfte 19. Jahrhundert | nicht mehr vorhanden Wikidata | BW         |
| Anleng 9, 10 (Standort)                                  | Bauernhaus                              | Mittertennbau, Blockbau mit Flachdach, 1. Drittel 19. Jahrhundert | nicht mehr vorhanden Wikidata | Bauernhaus |
| Anleng 22 (Standort)                                     | Einfirsthof (Altbau)                    | Einfirsthof (Altbau), mit Blockbau-Obergeschoss und Flachdach, 1. Hälfte 19. Jahrhundert | nicht mehr vorhanden Wikidata | BW         |
| Haus Nummer 18 (Anleng?) (Standort)                      | Bauernhaus                              | Bauernhaus, Blockbau, 1. Hälfte 19. Jahrhundert | nicht mehr vorhanden          | BW         |
| Bergham 1 a; Bergham 1 (Standort)                        | Wohnhaus des Dreiseithofes              | Wohnhaus des Dreiseithofes, in Blockbau (Dach später); im Stadel Traidkasten, 18./19. Jahrhundert | nicht mehr vorhanden Wikidata | BW         |
| Bergham 8 (Standort)                                     | Bauernhaus                              | Bauernhaus, Mittertennbau, vorn verschindelter Blockbau, versenktes Tennentor und Stall (massiv), 1. Hälfte 19. Jahrhundert                                                                               | nicht mehr vorhanden Wikidata | BW         |
| Dobl 3 (Standort)                                        | Bauernhaus                              | Bauernhaus, z. T. Blockbau, mit Traufschrot, 1. Hälfte 19. Jahrhundert | nicht mehr vorhanden Wikidata | BW         |
| Freiling 12 (Standort)                                   | Wohnhaus des Vierseithofes              | Wohnhaus des Vierseithofes, z. T. zweigeschossig offener Blockbau mit Giebelschrot, Anfang 19. Jahrhundert, Giebel später; Einfahrtsflügel mit profiliertem Torsturz und Traidboden, Ende 18. Jahrhundert | nicht mehr vorhanden Wikidata | BW         |
| Grongörgen 8 (Standort)                                  | Zwei Wirtschaftsflügel                  | Zugehörig zwei Wirtschaftsflügel, mit Blockbau-Oberteilen, 1. Hälfte 19. Jahrhundert | nicht mehr vorhanden Wikidata | BW         |
| Dr.-Caspar-Wimmer-Straße 16 (Standort)                   | Wohnhaus des Vierseithofes              | Blockbau, im Kern Anfang 19. Jahrhundert | nicht mehr vorhanden Wikidata | BW         |
| Fichtenweg 6 (Standort)                                  | Wohnhaus des Vierseithofes              | mit Blockbau-Obergeschoss, 1. Hälfte 19. Jahrhundert; Flügel mit Traidboden und farbig gefasstem Schrot, 18. und 1. Hälfte 19. Jahrhundert                                                                | nicht mehr vorhanden Wikidata | BW         |
| Hauptstraße 25 (Standort)                                | Kleinhaus                               | verschindelter Blockbau, Mitte 19. Jahrhundert | nicht mehr vorhanden Wikidata | BW         |
| Haarbacherloh 15 (Standort)                              | Kleinbauernhaus                         | Kleinbauernhaus, Blockbau mit Flachdach, 1. Drittel 19. Jahrhundert | nicht mehr vorhanden Wikidata | BW         |
| Haarbacherloh 22 (Standort)                              | Hakenhof                                | Hakenhof, Blockbau mit Flachdach, nach Mitte 19. Jahrhundert | nicht mehr vorhanden Wikidata | BW         |
| Hofstetten 5 (Standort)                                  | Wohnhaus des Vierseithofes              | Wohnhaus des Vierseithofes, verschalter Blockbau, im Kern Anfang 19. Jahrhundert | nicht mehr vorhanden Wikidata | BW         |
| In Hofstetten (Standort)                                 | Zugehöriger Stallflügel mit Traidkasten | Zugehöriger Stallflügel mit Traidkasten, 1. Hälfte 19. Jahrhundert | nicht mehr vorhanden Wikidata | BW         |
| Nussertsham 1 (Standort)                                 | Torkonstruktion mit Traidkasten         | Zugehörige hölzerne Torkonstruktion mit Traidkasten, bez. 1785. | nicht mehr vorhanden Wikidata | BW         |
| Oberndorf 1 (Standort)                                   | Blockbau-Wohnhaus des Vierseithofes     | Blockbau-Wohnhaus des Vierseithofes, mit mittelsteilem Dach, 3. Viertel 19. Jahrhundert | nicht mehr vorhanden Wikidata | BW         |
| (Oberuttlau?) Haus Nummer 23 ()                          | Wohnhaus des Vierseithofes              | verschindelter Blockbau, Anfang 19. Jahrhundert (Anmerkung: Adresse ungültig, evtl. abgegangen!) | nicht mehr vorhanden Wikidata |            |
| (Schmelzenholzham?) Haus Nummer 65 (alte Nr.) (Standort) | Wohnhaus des Vierseithofes              | Wohnhaus des Vierseithofes, Blockbau, 18./19. Jahrhundert | nicht mehr vorhanden          | BW         |
| Schmelzenholzham 5 (Standort)                            | Traidkasten                             | Zugehöriger langer, geständerter Traidkasten, Mitte 19. Jahrhundert | nicht mehr vorhanden Wikidata | BW         |
| Unteruttlau 17 (Standort)                                | Ostflügel                               | Zugehöriger Ostflügel, mit Traidkasten, Blockbau, um 1840/50. | nicht mehr vorhanden Wikidata | BW         |
| Wies 14 (Standort)                                       | Stadel                                  | Zugehöriger Stadel mit Steilsatteldach und hofseitigem Blockbau-Obergeschoss, noch 18. Jahrhundert | nicht mehr vorhanden Wikidata | BW         |
| Wolfakirchen 16 (Standort)                               | Einfirsthof                             | Einfirsthof, Blockbau, mit Flachdach, 2. Hälfte 18. Jahrhundert | nicht mehr vorhanden Wikidata | BW         |
| Wolfakirchen 39 (Standort)                               | Kleiner Hakenhof                        | Kleiner Hakenhof, Obergeschoss-Blockbau mit Flachdach, 2. Hälfte 18. Jahrhundert | nicht mehr vorhanden Wikidata | BW         |

## Abgegangene Baudenkmäler
In diesem Abschnitt sind Objekte aufgeführt, die früher einmal in der Denkmalliste eingetragen waren, jetzt aber nicht mehr existieren, z. B. weil sie abgebrochen wurden. Aktennummern in diesem Abschnitt sind ehemalige, jetzt nicht mehr gültige Aktennummern.

| Lage                                           | Objekt          | Beschreibung                                                                                                 | Akten-Nr.                     | Bild |
| ---------------------------------------------- | --------------- | --- | ----------------------------- | ---- |
| Haarbach Dr.-Caspar-Wimmer-Straße 7 (Standort) | Kleinbauernhaus | Mitterstallbau, verschindelter Blockbau, nach Mitte 19. Jahrhundert (Anmerkung: Adresse nicht mehr existent) | nicht mehr vorhanden Wikidata | BW   |